# HD122264
HD122264 — хімічно пекулярна зоря спектрального класу
B9 й має видиму зоряну величину в смузі V приблизно  9,6.

## Пекулярний хімічний склад
Зоряна атмосфера HD122264 має підвищений вміст 
Si
.